# Hootie & the Blowfish
Hootie & the Blowfish is een Amerikaanse rockband, opgericht in 1986.

## Biografie

### De beginjaren
Hootie & the Blowfish werd opgericht in 1986. Het kwartet ontmoette elkaar toen zij eerstejaarsstudenten waren aan de Universiteit van South Carolina in Columbia, South Carolina. Mark Bryan hoorde Darius Rucker zingen in de douches van de slaapzaal en was onder de indruk van zijn vocale vermogen. Ze besloten samen coversongs te gaan spelen onder de naam The Wolf Brothers. Uiteindelijk gingen ze samenwerken met Dean Felber, een voormalige middelbareschoolgenoot van Bryan, en Jim "Soni" Sonefeld en veranderde men de naam in Hootie & the Blowfish. Brantley Smith was de oorspronkelijke drummer. Hij verliet de groep na drie jaar, maar speelde sindsdien nog wel een enkele keer mee als gastmuzikant.
De band bracht in eigen beheer twee demo ep's uit in 1991 en 1992. In 1993 kwam de ep Kootchypop uit. Ook deze ep werd in eigen beheer uitgebracht en gemaakt, in totaal zo'n 50.000 exemplaren. In augustus 1993 tekende de band een platencontract bij Atlantic Records. Andere platenmaatschappijen waren niet zo geïnteresseerd in de ondertekening van Hootie & the Blowfish omdat hun geluid nogal afweek ten opzichte van de grunge muziek die populair was in die tijd.

### 1994 - 1995: Cracked Rear View, het eerste en grootste succes
Het debuutalbum Cracked Rear View uit 1994 werd meteen het eerste en ook het grootste succes, waarvan het meeste in Noord-Amerika. Het album bereikte de 1e plaats in de albumlijsten van Canada, de Verenigde Staten en Nieuw-Zeeland. Tot juni 2024 werden er in de VS alleen al ruim 22 miljoen exemplaren van Cracked Rear View verkocht, wat resulteerde in 22 keer platina. Tevens werd het album het best verkochte van 1995 in de VS, en was het een van de snelst verkochte debuutalbums aller tijden. Cracked Rear View kenmerkte vijf hits, Hold My Hand (VS #10), Let Her Cry (VS #9), Only Wanna Be with You (VS #6), Time (VS #14) en Drowning. In 1995 bereikten Hootie & the Blowfish en Bob Dylan een schikking voor het ongeoorloofd gebruik van teksten in het nummer Only Wanna Be with You. Oud Miami Dolphins Pro Football Hall of Fame quarterback Dan Marino verscheen in de video voor het nummer Only Wanna Be with You, samen met een aantal andere atleten. Het nummer bereikte in Nederland de 44e plaats in de Single Top 100. Op 5 juni 1995 speelden Hootie & the Blowfish op Pinkpop.

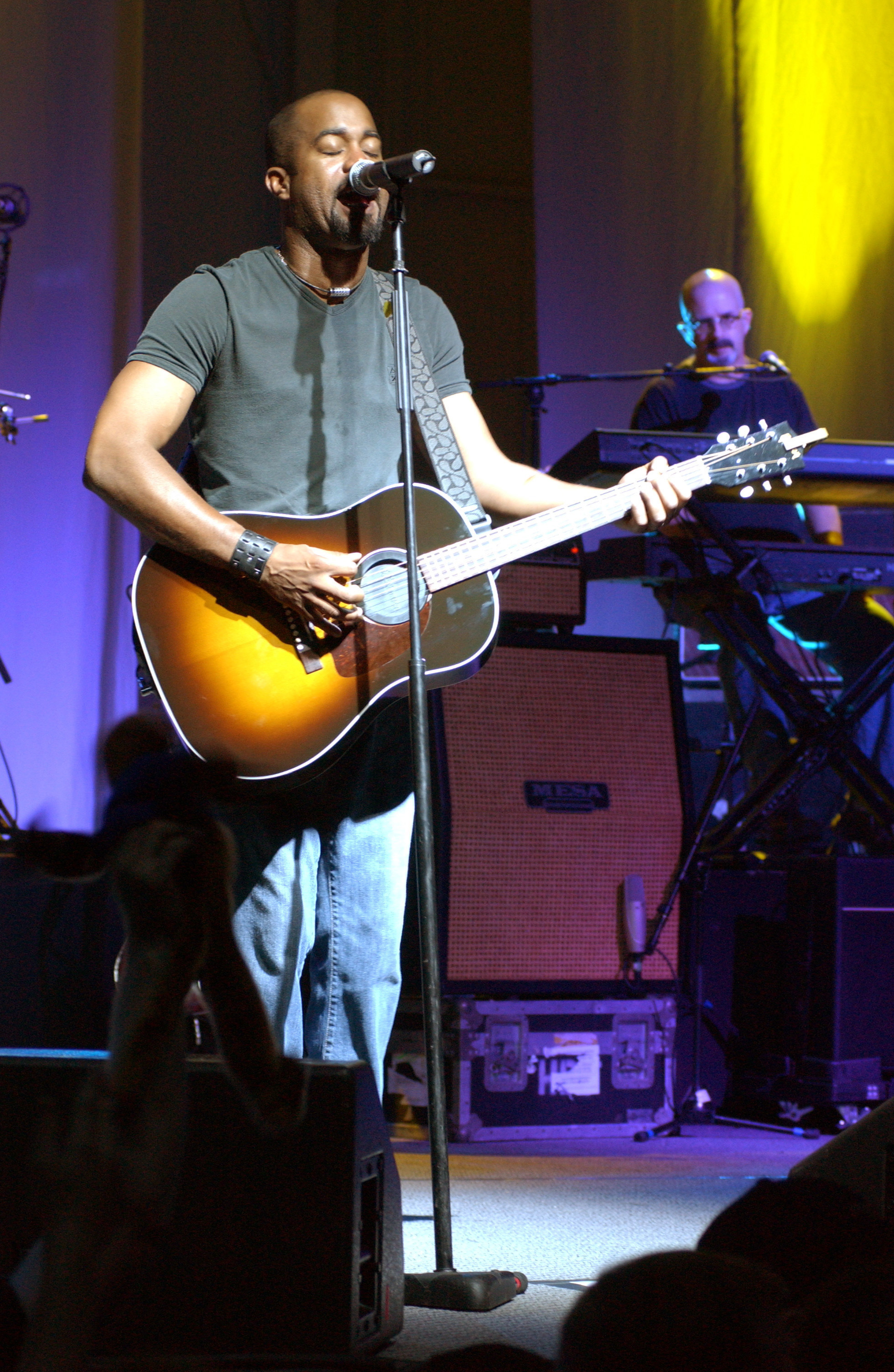
Darius Rucker

### 1996 - 2008: Het vervolg
Hootie & the Blowfish won de Grammy Award voor Best New Artist in 1996 tijdens de Grammy Awards. De band maakte in april 1996 opnames voor MTV Unplugged, dit aan de vooravond van de release van hun tweede album, Fairweather Johnson. Het album bevatte de hitsingles Old Man & Me (When I Get To Heaven) (VS #13), Tucker's Town (VS #38) en Sad Caper. Fairweather Johnson werd ruim twee miljoen maal verkocht in de VS. Het album is het enige Hootie & the Blowfish-album dat de Nederlandse Album Top 100 haalde, met een 37e plaats als hoogste notering. De band heeft sindsdien nog drie studioalbums gemaakt: Musical Chairs (1998), Hootie & the Blowfish (2003), en Looking for Lucky (2005). Ook werd er in 2000 een B-sides en rarities verzamelalbum uitgebracht met de titel Scattered, Smothered and Covered. Dit album wordt genoemd als eerbetoon aan Waffle House, een populaire restaurantketen in het zuiden van de Verenigde Staten. Met name de titel van het album verwijst naar een menu van het restaurant, namelijk Hash Browns Potatoes (geraspte gebakken aardappel), gesmoord met gesnipperde uien en bedekt met gesmolten kaas. Vervolgens verschijnt er in 2004 een gewoon verzamelalbum, namelijk The Best of Hootie & the Blowfish: 1993 - 2003. In 2006 verschijnt er dan nog een livealbum genaamd Live in Charleston.

### 2008 - 2018: Pauze voor onbepaalde tijd
In 2008 kondigde Rucker tijdens een AOL Sessions-interview aan dat Hootie & the Blowfish een pauze voor onbepaalde tijd zal gaan nemen, zodat Rucker zich met zijn solocarrière kan bezighouden. Hoewel de band niet meer in de studio zit of nog concerten geeft, bevestigt Rucker dat de band nog wel gewoon liefdadigheidsconcerten zal geven, onder vermelding van: "We hebben vier liefdadigheidsoptredens per jaar en we zullen ze nog steeds doen, maar voorlopig geen nieuwe muziek of een concerttour".

### 2019: Nieuw album en tournee
Op 3 december 2018 kondigde de band samen met de Barenaked Ladies voor 2019 de Group Therapy Tour aan om de 25e verjaardag van de release van Cracked Rear View te herdenken. De tournee startte op 30 mei 2019 in Virginia Beach, Virginia en eindigde op 13 september in hun oude geboortestad Columbia, South Carolina. Tevens tekende de band dat jaar een platencontract bij UMG Nashville, dezelfde waar ook voorman Darius Rucker momenteel een contract heeft voor zijn solowerk. Het zesde studioalbum Imperfect Circle is op 1 november 2019 verschenen.

## Bezetting

### Huidige leden
- Mark Bryan - gitaar, toetsen & achtergrondzang (1986 - heden)
- Dean Felber - basgitaar & toetsen (1986 - heden)
- Darius Rucker - gitaar & zang (1986 - heden)
- Jim Sonefeld - drums, percussie & achtergrondzang (1989 - heden)

### Voormalige leden
- Brantley Smith - drums (1986 - 1989)
- John Nau - gitaar, mandoline, mondharmonica & toetsen (1994 - 2003)

## Discografie

### Albums
Tussen haakjes totaal aantal weken in de lijst
| Titel                                          | Jaar | Charts           | Charts          | Charts           | Opmerkingen                                                                                        |
| Titel                                          | Jaar | NL Album Top 100 | VL Ultratop 200 | VS Billboard 200 | Opmerkingen                                                                                        |
| ---------------------------------------------- | ---- | ---------------- | --------------- | ---------------- | -------------------------------------------------------------------------------------------------- |
| Cracked Rear View                              | 1994 | -                | -               | 1 (8wk) (129wk)  | VS: 2× Diamant (22× Platina) / CA: Diamant (10× Platina) / AU: 2× Platina / VK: Goud / NZ: Platina |
| Fairweather Johnson                            | 1996 | 37 (11wk)        | -               | 1 (2wk) (44wk)   | VS: 3× Platina / VK: Zilver / NZ: Goud                                                             |
| Musical Chairs                                 | 1998 | -                | -               | 4 (23wk)         | VS: Platina                                                                                        |
| Scattered, Smothered and Covered               | 2000 | -                | -               | 71 (3wk)         | Verzamelalbum                                                                                      |
| Hootie & the Blowfish                          | 2003 | -                | -               | 46 (6wk)         | -                                                                                                  |
| The Best of Hootie & the Blowfish: 1993 - 2003 | 2004 | -                | -               | 62 (7wk)         | Verzamelalbum                                                                                      |
| Looking for Lucky                              | 2005 | -                | -               | 47 (6wk)         | -                                                                                                  |
| Live in Charleston                             | 2006 | -                | -               | -                | Livealbum                                                                                          |
| Imperfect Circle                               | 2019 | -                | -               | 26 (2wk)         | -                                                                                                  |

### Ep's
Tussen haakjes totaal aantal weken in de lijst
| Titel                 | Jaar | Charts           | Charts          | Charts           | Opmerkingen    |
| Titel                 | Jaar | NL Album Top 100 | VL Ultratop 200 | VS Billboard 200 | Opmerkingen    |
| --------------------- | ---- | ---------------- | --------------- | ---------------- | -------------- |
| Hootie & the Blowfish | 1990 | -                | -               | -                | Muziekcassette |
| Time                  | 1991 | -                | -               | -                | Muziekcassette |
| Kootchypop            | 1993 | -                | -               | -                | -              |
| The Attachment        | 2003 | -                | -               | -                | -              |

### Singles
Tussen haakjes totaal aantal weken in de lijst
| Titel                               | Jaar | Charts    | Charts            | Charts         | VS Billboard Charts | VS Billboard Charts | VS Billboard Charts | VS Billboard Charts    | VS Billboard Charts | Opmerkingen                                 |
| Titel                               | Jaar | NL Top 40 | NL Single Top 100 | VL Ultratop 50 | Hot 100             | Adult Contemporary  | Adult Pop Songs     | Mainstream Rock Tracks | Pop Songs           | Opmerkingen                                 |
| ----------------------------------- | ---- | --------- | ----------------- | -------------- | ------------------- | ------------------- | ------------------- | ---------------------- | ------------------- | ------------------------------------------- |
| Hold My Hand                        | 1994 | -         | -                 | -              | 10 (44wk)           | 6 (38wk)            | 25 (26wk)           | 4 (26wk)               | 2 (32wk)            | -                                           |
| Let Her Cry                         | 1994 | -         | -                 | -              | 9 (35wk)            | 6 (29wk)            | 16 (26wk)           | 9 (26wk)               | 2 (26wk)            | -                                           |
| Only Wanna Be with You              | 1995 | tip 9     | 44 (3wk)          | -              | 6 (32wk)            | 3 (48wk)            | 2 (40wk)            | 2 (23wk)               | 1 (2wk) (28wk)      | -                                           |
| Time                                | 1995 | -         | -                 | -              | 14 (26wk)           | 4 (26wk)            | 1 (2wk) (34wk)      | 26 (9wk)               | 5 (26wk)            | -                                           |
| Drowning                            | 1995 | -         | -                 | -              | -                   | -                   | -                   | 21 (8wk)               | -                   | -                                           |
| Hey, Hey, What Can I Do             | 1995 | -         | -                 | -              | -                   | -                   | -                   | 15 (12wk)              | -                   | Album: Encomium: A Tribute To Led Zeppelin  |
| Old Man & Me (When I Get to Heaven) | 1996 | -         | -                 | -              | 13 (20wk)           | 18 (15wk)           | 4 (26wk)            | 6 (11wk)               | 5 (18wk)            | -                                           |
| Tucker's Town                       | 1996 | -         | -                 | -              | 38 (20wk)           | 24 (11wk)           | 12 (26wk)           | 29 (8wk)               | 15 (13wk)           | -                                           |
| Sad Caper                           | 1996 | -         | -                 | -              | -                   | -                   | 26 (11wk)           | -                      | 33 (6wk)            | -                                           |
| I Go Blind                          | 1996 | -         | -                 | -              | -                   | 22 (19wk)           | 2 (52wk)            | -                      | 17 (26wk)           | Album: Friends Original TV Soundtrack       |
| I Will Wait                         | 1998 | -         | -                 | -              | -                   | 28 (3wk)            | 3 (26wk)            | -                      | 16 (10wk)           | -                                           |
| Only Lonely                         | 1999 | -         | -                 | -              | -                   | 25 (6wk)            | 29 (14wk)           | -                      | -                   | -                                           |
| Wishing                             | 1999 | -         | -                 | -              | -                   | -                   | -                   | -                      | -                   | -                                           |
| Innocence                           | 2003 | -         | -                 | -              | -                   | 25 (9wk)            | 24 (12wk)           | -                      | -                   | -                                           |
| Space                               | 2003 | -         | -                 | -              | -                   | -                   | -                   | -                      | -                   | -                                           |
| Goodbye Girl                        | 2003 | -         | -                 | -              | -                   | 24 (7wk)            | -                   | -                      | -                   | -                                           |
| One Love                            | 2005 | -         | -                 | -              | -                   | 5 (31wk)            | 20 (13wk)           | -                      | -                   | -                                           |
| Get Out of My Mind                  | 2006 | -         | -                 | -              | -                   | 17 (18wk)           | -                   | -                      | -                   | -                                           |
| Rollin'                             | 2019 | -         | -                 | -              | -                   | -                   | -                   | -                      | -                   | -                                           |
| Miss California                     | 2019 | -         | -                 | -              | -                   | -                   | -                   | -                      | -                   | -                                           |
| Lonely on a Saturday Night          | 2019 | -         | -                 | -              | -                   | -                   | -                   | -                      | -                   | -                                           |
| Hold On                             | 2019 | -         | -                 | -              | -                   | -                   | -                   | -                      | -                   | -                                           |
| Turn It Up                          | 2019 | -         | -                 | -              | -                   | -                   | -                   | -                      | -                   | -                                           |
| Losing My Religion                  | 2020 | -         | -                 | -              | -                   | -                   | -                   | -                      | -                   | Origineel door R.E.M. uit 1991              |
| Won't Be Home for Christmas         | 2020 | -         | -                 | -              | -                   | -                   | -                   | -                      | -                   | met Abigail Hodges                          |
| For What It's Worth                 | 2024 | -         | -                 | -              | -                   | -                   | -                   | -                      | -                   | Origineel door Buffalo Springfield uit 1966 |